# Senjutsu
Senjutsu je sedmnácté studiové album anglické heavymetalové skupiny Iron Maiden, vydané 3. září 2021. Jedná se o druhé studiové dvojalbum a první album po téměř šesti letech; setkalo se s úspěchem fanoušků i kritiky, zejména pro svůj velkolepý rozsah. Albu předcházelo vydání dvou singlů – „The Writing on the Wall“ a „Stratego“.
Album se umístilo v žebříčku Billboard 200 a to na 3. místě a v britském žebříčku se umístil na 2. místě. V Česku se umístil na 2. místě. Vyhrál cenu Sklizeň českého rockového magazínu Spark jako nejlepší heavy/speed/power album za rok 2021.
Stal se zlatým albem ve Velké Británii (100 tisíc kopií), Německu (100 tisíc kopií), Francii (50 tisíc kopií), Itálii (25 tisíc kopií), Španělsku (20 tisíc kopií), Brazílii (20 tisíc kopií), Švédsku (15 tisíc kopií), Polsku (10 tisíc kopií), Maďarsku (2 tisíce kopií) a Chorvatsku, kde bylo 3x zlatým albem (9 tisíc kopií).

## Přehled
Senjutsu je prvním studiovým albem skupiny po téměř šesti letech (ačkoli bylo na více než dva roky pozastaveno), po The Book of Souls (2015), což představuje vůbec nejdelší mezeru mezi dvěma studiovými alby Iron Maiden. Jedná se o jejich druhé studiové dvojalbum, první studiové album od Powerslave (1984), na kterém se žádným způsobem autorsky nepodílel kytarista Dave Murray a také první od Virtual XI (1998), na kterém je autorem více písní baskytarista Steve Harris.
Název alba je vykreslen na pravé straně přebalu skutečným svislým japonským pravopisem „senjutsu“ (戦術) a na levé straně písmem připomínajícím japonské znaky. V překladu znamená „taktika a strategie“.

## Seznam skladeb
| Pořadí | Název                   | Autor                         | Délka |
| ------ | ----------------------- | ----------------------------- | ----- |
| 1.     | Senjutsu                | Smith, Steve Harris           | 8:20  |
| 2.     | Stratego                | Janick Gers, Harris           | 4:59  |
| 3.     | The Writing on the Wall | Adrian Smith, Bruce Dickinson | 6:13  |
| 4.     | Lost in a Lost World    | Harris                        | 9:31  |
| 5.     | Days of Future Past     | Smith, Dickinson              | 4:03  |
| 6.     | The Time Machine        | Gers, Harris                  | 7:09  |

| Pořadí | Název              | Autor            | Délka |
| ------ | ------------------ | ---------------- | ----- |
| 1.     | Darkest Hour       | Smith, Dickinson | 7:20  |
| 2.     | Death of the Celts | Harris           | 10:20 |
| 3.     | The Parchment      | Harris           | 12:39 |
| 4.     | Hell on Earth      | Harris           | 11:19 |

## Obsazení
- Bruce Dickinson – zpěv
- Steve Harris – baskytara, klávesy, doprovodný zpěv
- Adrian Smith – kytary, doprovodný zpěv
- Dave Murray – kytary
- Janick Gers – kytary
- Nicko McBrain – bicí